# Circoscrizione Venezia-Treviso
La circoscrizione Venezia-Treviso (o circoscrizione X) era una circoscrizione elettorale italiana per l'elezione dell'Assemblea Costituente, nel 1946, e della Camera dei deputati, dal 1948 al 1993.
Comprendeva le province di Venezia e di Treviso.
Era prevista dalla Tabella A di cui al decreto legislativo luogotenenziale 10 marzo 1946, n. 74, poi ripresa dalla legge 20 gennaio 1948, n. 6 e dal decreto del presidente della Repubblica 30 marzo 1957, n. 361.
Nel 1993 la circoscrizione fu soppressa contestualmente all'istituzione della circoscrizione Veneto 2, comprendente anche la provincia di Belluno (precedentemente inclusa nella circoscrizione Udine-Belluno-Gorizia-Pordenone).
Di seguito i risultati di lista e i deputati eletti, ordinati secondo il numero di preferenze ottenute.

## Elezioni politiche 1946
| Liste                                           | Voti    | %     | Seggi |
| ----------------------------------------------- | ------- | ----- | ----- |
| Democrazia Cristiana                            | 304.621 | 46,53 | 7     |
| Partito Socialista Italiano di Unità Proletaria | 155.739 | 23,79 | 4     |
| Partito Comunista Italiano                      | 99.348  | 15,18 | 2     |
| Partito Repubblicano Italiano                   | 23.528  | 3,59  | -     |
| Partito d'Azione                                | 20.995  | 3,21  | -     |
| Blocco Nazionale della Libertà                  | 19.257  | 2,94  | -     |
| Unione Democratica Nazionale                    | 14.722  | 2,25  | -     |
| Partito Cristiano Sociale                       | 12.407  | 1,90  | -     |
| Partito Liberale Italiano                       | 4.052   | 0,62  | -     |
| Totale                                          | 654.669 |       | 13    |

| Democrazia Cristiana | Partito Socialista Italiano di Unità Proletaria                              | Partito Comunista Italiano                                    |
| --- | ---------------------------------------------------------------------------- | ------------------------------------------------------------- |
| - Piero Mentasti - Giovanni Ponti - Domenico Sartor - Pietro Lizier - Francesco Franceschini - Antonio Ferrarese - Luigi Corazzin | - Guido Giacometti - Antonio Costantini - Giovanni Tonetti - Tommaso Tonello | - → Mauro Scoccimarro - Vittorio Ghidetti - Riccardo Ravagnan |

1. ↑  Deceduto il 3 dicembre 1946; sostituito da Celeste Bastianetto il 12 dicembre
2. ↑  Opta per il collegio unico nazionale

## Elezioni politiche 1948
| Liste                                              | Voti    | %     | Seggi |
| -------------------------------------------------- | ------- | ----- | ----- |
| Democrazia Cristiana                               | 427.387 | 57,29 | 10    |
| Fronte Democratico Popolare                        | 190.946 | 25,60 | 4     |
| Unità Socialista                                   | 82.874  | 11,11 | 2     |
| Blocco Nazionale                                   | 11.336  | 1,52  | -     |
| Partito Repubblicano Italiano                      | 10.708  | 1,44  | -     |
| Movimento Sociale Italiano                         | 8.973   | 1,20  | -     |
| Partito Cristiano Sociale                          | 6.871   | 0,92  | -     |
| Partito Nazionale Monarchico - Alleanza del Lavoro | 5.044   | 0,68  | -     |
| Concentrazione Nazionale Combattenti Uniti         | 1.225   | 0,16  | -     |
| Movimento Nazionalista per la Democrazia Sociale   | 659     | 0,09  | -     |
| Totale                                             | 746.023 |       | 16    |

| Democrazia Cristiana | Fronte Democratico Popolare                                                | Unità Socialista                    |
| --- | -------------------------------------------------------------------------- | ----------------------------------- |
| - Domenico Sartor - Pietro Mentasti - Antonio Ferrarese - Francesco Franceschini - Giovanni Ponti - Angelo Visentin - Ruggero Lombardi - Maria Pia Dal Canton - Pietro Lizier - Celeste Bastianetto | - Concetto Marchesi - Carlo Olivero - Pietro Dal Pozzo - Umberto Sannicolò | - Matteo Matteotti - Giovanni Giavi |

## Elezioni politiche 1953
| Liste                                   | Voti    | %     | Seggi |
| --------------------------------------- | ------- | ----- | ----- |
| Democrazia Cristiana                    | 376.720 | 50,30 | 10    |
| Partito Socialista Italiano             | 126.214 | 16,85 | 3     |
| Partito Comunista Italiano              | 110.454 | 14,75 | 2     |
| Partito Socialista Democratico Italiano | 47.559  | 6,35  | 1     |
| Movimento Sociale Italiano              | 28.936  | 3,86  | -     |
| Partito Nazionale Monarchico            | 19.247  | 2,57  | -     |
| Partito Liberale Italiano               | 16.129  | 2,15  | -     |
| Unità Popolare                          | 11.053  | 1,48  | -     |
| Partito Repubblicano Italiano           | 7.177   | 0,96  | -     |
| Alleanza Democratica Nazionale          | 3.784   | 0,51  | -     |
| Partito Radical Socialista              | 1.641   | 0,22  | -     |
| Totale                                  | 748.914 |       | 16    |

| Democrazia Cristiana | Partito Socialista Italiano                               | Partito Comunista Italiano                         | Partito Socialista Democratico Italiano |
| --- | --------------------------------------------------------- | -------------------------------------------------- | --------------------------------------- |
| - Mario Ferrari Aggradi - Maria Pia Dal Canton - Giovanni Gronchi - Eugenio Gatto - Luigi Zanoni - Francesco Franceschini - Ida d'Este - Antonio Da Villa - Domenico Sartor - Agostino Pavan | - Lucio Mario Luzzatto - Giovanni Tonetti - Franco Concas | - Concetto Marchesi - Giovanni Battista Gianquinto | - Gianmatteo Matteotti                  |

## Elezioni politiche 1958
| Liste                                            | Voti    | %     | Seggi |
| ------------------------------------------------ | ------- | ----- | ----- |
| Democrazia Cristiana                             | 405.259 | 51,24 | 9     |
| Partito Socialista Italiano                      | 140.519 | 17,77 | 3     |
| Partito Comunista Italiano                       | 116.069 | 14,68 | 3     |
| Partito Socialista Democratico Italiano          | 56.891  | 7,19  | 1     |
| Movimento Sociale Italiano                       | 25.626  | 3,24  | -     |
| Partito Liberale Italiano                        | 22.301  | 2,82  | -     |
| Partito Repubblicano Italiano - Partito Radicale | 9.576   | 1,21  | -     |
| Partito Monarchico Popolare                      | 7.492   | 0,95  | -     |
| Partito Nazionale Monarchico                     | 7.128   | 0,90  | -     |
| Totale                                           | 790.861 |       | 16    |

| Democrazia Cristiana | Partito Socialista Italiano                               | Partito Comunista Italiano                                          | Partito Socialista Democratico Italiano |
| --- | --------------------------------------------------------- | ------------------------------------------------------------------- | --------------------------------------- |
| - Mario Ferrari Aggradi - Maria Pia Dal Canton - Eugenio Gatto - Primo Schiavon - Vincenzo Gagliardi - Agostino Pavan - Domenico Sartor - Francesco Franceschini - Ruggero Lombardi | - Lucio Mario Luzzatto - Franco Concas - Giovanni Tonetti | - Mauro Scoccimarro - Giovanni Battista Gianquinto § - Ugo Marchesi | - Gianmatteo Matteotti                  |

## Elezioni politiche 1963
| Liste                                            | Voti    | %     | Seggi |
| ------------------------------------------------ | ------- | ----- | ----- |
| Democrazia Cristiana                             | 392.598 | 47,42 | 9     |
| Partito Comunista Italiano                       | 144.771 | 17,48 | 3     |
| Partito Socialista Italiano                      | 143.820 | 17,37 | 3     |
| Partito Socialista Democratico Italiano          | 66.120  | 7,99  | 1     |
| Partito Liberale Italiano                        | 40.385  | 4,88  | 1     |
| Movimento Sociale Italiano                       | 24.558  | 2,97  | -     |
| Partito Democratico Italiano di Unità Monarchica | 6.509   | 0,79  | -     |
| Partito Repubblicano Italiano                    | 5.607   | 0,68  | -     |
| Partito Autonomo Pensionati d'Italia             | 3.635   | 0,44  | -     |
| Totale                                           | 828.003 |       | 17    |

| Democrazia Cristiana | Partito Comunista Italiano                                    | Partito Socialista Italiano                                   | Partito Socialista Democratico Italiano | Partito Liberale Italiano |
| --- | ------------------------------------------------------------- | ------------------------------------------------------------- | --------------------------------------- | ------------------------- |
| - Mario Ferrari Aggradi - Vincenzo Gagliardi - Francesco Fabbri - Maria Pia Dal Canton - Nerino Cavallari - Domenico Sartor - Costante Degan - Francesco Franceschini - Ruggero Lombardi | - Mauro Scoccimarro - Gianmario Vianello - Giuseppe Golinelli | - Lucio Mario Luzzatto - Gianmatteo Matteotti - Ugo Perinelli | - Alessandro Reggiani                   | - Massimo Alesi           |

## Elezioni politiche 1968
| Liste                                            | Voti    | %     | Seggi |
| ------------------------------------------------ | ------- | ----- | ----- |
| Democrazia Cristiana                             | 413.574 | 47,15 | 9     |
| Partito Comunista Italiano                       | 172.011 | 19,61 | 4     |
| Partito Socialista Unificato                     | 142.194 | 16,21 | 3     |
| Partito Socialista Italiano di Unità Proletaria  | 49.068  | 5,59  | 1     |
| Partito Liberale Italiano                        | 42.110  | 4,80  | 1     |
| Movimento Sociale Italiano                       | 21.836  | 2,49  | -     |
| Socialdemocrazia                                 | 11.716  | 1,34  | -     |
| Partito Autonomo Pensionati d'Italia             | 10.571  | 1,21  | -     |
| Partito Repubblicano Italiano                    | 9.014   | 1,03  | -     |
| Partito Democratico Italiano di Unità Monarchica | 4.005   | 0,46  | -     |
| Sacro Idealismo                                  | 1.126   | 0,13  | -     |
| Totale                                           | 877.225 |       | 18    |

| Democrazia Cristiana | Partito Comunista Italiano                                                | Partito Socialista Unificato                             | Partito Socialista Italiano di Unità Proletaria | Partito Liberale Italiano |
| --- | ------------------------------------------------------------------------- | -------------------------------------------------------- | ----------------------------------------------- | ------------------------- |
| - Mario Ferrari Aggradi - Vincenzo Gagliardi - Tina Anselmi - Primo Schiavon - Francesco Fabbri - Costante Degan - Anselmo Boldrin - Dino De Poli | - Alessandro Natta - Gianmario Vianello - Ivone Chinello - Elio Fregonese | - Gianmatteo Matteotti - Alessandro Reggiani - Dino Moro | - Lucio Mario Luzzatto                          | - Massimo Alesi           |

## Elezioni politiche 1972
| Liste                                           | Voti    | %     | Seggi |
| ----------------------------------------------- | ------- | ----- | ----- |
| Democrazia Cristiana                            | 438.488 | 47,34 | 9     |
| Partito Comunista Italiano                      | 188.742 | 20,38 | 4     |
| Partito Socialista Italiano                     | 102.686 | 11,09 | 2     |
| Partito Socialista Democratico Italiano         | 62.322  | 6,73  | 1     |
| Movimento Sociale Italiano - Destra Nazionale   | 38.779  | 4,19  | 1     |
| Partito Liberale Italiano                       | 33.707  | 3,64  | 1     |
| Partito Socialista Italiano di Unità Proletaria | 24.560  | 2,65  | -     |
| Partito Repubblicano Italiano                   | 22.520  | 2,43  | -     |
| Movimento Politico dei Lavoratori               | 7.025   | 0,76  | -     |
| Il manifesto                                    | 4.615   | 0,50  | -     |
| Partito Comunista (Marxista-Leninista) Italiano | 2.719   | 0,29  | -     |
| Totale                                          | 926.163 |       | 18    |

| Democrazia Cristiana | Partito Comunista Italiano                                                        | Partito Socialista Italiano |
| --- | --------------------------------------------------------------------------------- | --------------------------- |
| - Mario Ferrari Aggradi - Francesco Fabbri - Primo Schiavon - Costante Degan - Anselmo Boldrin - Lino Innocenti - Tina Anselmi - Alfeo Zanini - Domenico Sartor | - Enrico Berlinguer - Girolamo Federici - Giovanni Pellicani - Alessandro Tessari | - Dino Moro - Franco Concas |
| Partito Socialista Democratico Italiano | Movimento Sociale Italiano - Destra Nazionale                                     | Partito Liberale Italiano   |
| - Alessandro Reggiani | - Tullio Abelli                                                                   | - Massimo Alesi             |

## Elezioni politiche 1976
| Liste                                         | Voti      | %     | Seggi |
| --------------------------------------------- | --------- | ----- | ----- |
| Democrazia Cristiana                          | 466.092   | 45,52 | 8     |
| Partito Comunista Italiano                    | 284.076   | 27,74 | 5     |
| Partito Socialista Italiano                   | 118.756   | 11,60 | 2     |
| Partito Socialista Democratico Italiano       | 47.434    | 4,63  | 1     |
| Partito Repubblicano Italiano                 | 35.107    | 3,43  | -     |
| Movimento Sociale Italiano - Destra Nazionale | 30.778    | 3,01  | -     |
| Democrazia Proletaria                         | 18.552    | 1,81  | -     |
| Partito Radicale                              | 11.925    | 1,16  | -     |
| Partito Liberale Italiano                     | 10.709    | 1,05  | -     |
| Nuovo Partito Popolare                        | 496       | 0,05  | -     |
| Totale                                        | 1.023.925 |       | 16    |

| Democrazia Cristiana | Partito Comunista Italiano                                                                             | Partito Socialista Italiano      | Partito Socialista Democratico Italiano |
| --- | --- | -------------------------------- | --------------------------------------- |
| - Tina Anselmi - Costante Degan - Bruno Zambon - Marino Corder - Anselmo Boldrin - Piergiovanni Malvestio - Gianfranco Rocelli - Giuseppe Marton | - Enrico Berlinguer - Giovanni Pellicani - Alessandro Tessari - Massimo Cacciari - Giangiacomo Tessari | - Gianni De Michelis - Dino Moro | - Alessandro Reggiani                   |

## Elezioni politiche 1979
| Liste                                         | Voti      | %     | Seggi |
| --------------------------------------------- | --------- | ----- | ----- |
| Democrazia Cristiana                          | 464.120   | 44,64 | 8     |
| Partito Comunista Italiano                    | 263.041   | 25,30 | 5     |
| Partito Socialista Italiano                   | 111.733   | 10,75 | 2     |
| Partito Socialista Democratico Italiano       | 47.161    | 4,54  | 1     |
| Partito Radicale                              | 41.307    | 3,97  | 1     |
| Partito Repubblicano Italiano                 | 33.178    | 3,19  | -     |
| Movimento Sociale Italiano - Destra Nazionale | 29.423    | 2,83  | -     |
| Partito Liberale Italiano                     | 18.515    | 1,78  | -     |
| Partito di Unità Proletaria                   | 17.425    | 1,68  | -     |
| Nuova Sinistra Unita                          | 8.124     | 0,78  | -     |
| Democrazia Nazionale                          | 5.657     | 0,54  | -     |
| Totale                                        | 1.039.684 |       | 17    |

| Democrazia Cristiana | Partito Comunista Italiano                                                                                | Partito Socialista Italiano             | Partito Socialista Democratico Italiano | Partito Radicale                          |
| --- | --- | --------------------------------------- | --------------------------------------- | ----------------------------------------- |
| - Tina Anselmi - Costante Degan - Marino Corder - Lino Armellin - Bruno Zambon - Piergiovanni Malvestio - Gianfranco Rocelli - Lino Innocenti | - Giovanni Pellicani - Massimo Cacciari - Giangiacomo Tessari - Milena Sarri - Paola Buttazzoni Tonellato | - Gianni De Michelis - Maurizio Sacconi | - Alessandro Reggiani                   | - → Maria Adelaide Aglietta - Marco Boato |

## Elezioni politiche 1983
| Liste                                         | Voti      | %     | Seggi |
| --------------------------------------------- | --------- | ----- | ----- |
| Democrazia Cristiana                          | 392.159   | 37,19 | 7     |
| Partito Comunista Italiano                    | 258.350   | 24,50 | 4     |
| Partito Socialista Italiano                   | 127.428   | 12,09 | 2     |
| Partito Repubblicano Italiano                 | 55.380    | 5,25  | 1     |
| Liga Veneta                                   | 47.262    | 4,48  | -     |
| Movimento Sociale Italiano - Destra Nazionale | 41.406    | 3,93  | 1     |
| Partito Socialista Democratico Italiano       | 40.494    | 3,84  | 1     |
| Partito Liberale Italiano                     | 27.972    | 2,65  | -     |
| Partito Radicale                              | 26.516    | 2,51  | -     |
| Democrazia Proletaria                         | 19.645    | 1,86  | -     |
| Partito Nazionale Pensionati                  | 16.810    | 1,59  | -     |
| Lista per Trieste                             | 1.009     | 0,10  | -     |
| Totale                                        | 1.054.431 |       | 16    |

| Democrazia Cristiana | Partito Comunista Italiano                                           | Partito Socialista Italiano             |
| --- | -------------------------------------------------------------------- | --------------------------------------- |
| - Tina Anselmi - Piergiovanni Malvestio - Lino Armellin - Marino Corder - Gianfranco Rocelli - Bruno Zambon - Luciano Falcier | - Pietro Ingrao - Lucio Strumendo - Vincenzo Visco - Enrico Marrucci | - Gianni De Michelis - Maurizio Sacconi |
| Partito Repubblicano Italiano                                                                                                 | Movimento Sociale Italiano - Destra Nazionale                        | Partito Socialista Democratico Italiano |
| - Bruno Visentini | - Giovanni Forner                                                    | - Alessandro Reggiani                   |

## Elezioni politiche 1987
| Liste                                         | Voti      | %     | Seggi |
| --------------------------------------------- | --------- | ----- | ----- |
| Democrazia Cristiana                          | 430.051   | 38,45 | 7     |
| Partito Comunista Italiano                    | 238.002   | 21,28 | 4     |
| Partito Socialista Italiano                   | 177.280   | 15,85 | 3     |
| Lista Verde                                   | 47.912    | 4,28  | 1     |
| Movimento Sociale Italiano - Destra Nazionale | 42.637    | 3,81  | -     |
| Liga Veneta - Pensionati Uniti                | 37.222    | 3,33  | -     |
| Partito Repubblicano Italiano                 | 35.015    | 3,13  | -     |
| Partito Radicale                              | 34.043    | 3,04  | 1     |
| Partito Socialista Democratico Italiano       | 31.720    | 2,84  | -     |
| Democrazia Proletaria                         | 21.355    | 1,91  | -     |
| Partito Liberale Italiano                     | 20.993    | 1,88  | -     |
| Alleanza Popolare                             | 1.511     | 0,14  | -     |
| Partito Sardo d'Azione                        | 837       | 0,07  | -     |
| Totale                                        | 1.118.578 |       | 16    |

| Democrazia Cristiana | Partito Comunista Italiano                                             | Partito Socialista Italiano                            | Lista Verde     | Partito Radicale |
| --- | ---------------------------------------------------------------------- | ------------------------------------------------------ | --------------- | ---------------- |
| - Tina Anselmi - Piergiovanni Malvestio - Lino Armellin - Mario Frasson - Gianfranco Rocelli - Arnaldo Brunetto - Bruno Zambon | - Giovanni Pellicani - Vincenzo Visco - Chicco Testa - Lucio Strumendo | - Gianni De Michelis - Maurizio Sacconi - Siro Zanella | - Michele Boato | - Bruno Zevi     |

## Elezioni politiche 1992
| Liste                                         | Voti      | %     | Seggi |
| --------------------------------------------- | --------- | ----- | ----- |
| Democrazia Cristiana                          | 324.759   | 28,10 | 5     |
| Lega Nord                                     | 199.688   | 17,28 | 3     |
| Partito Democratico della Sinistra            | 139.643   | 12,08 | 2     |
| Partito Socialista Italiano                   | 132.747   | 11,49 | 2     |
| Lega Autonomia Veneta                         | 55.136    | 4,77  | -     |
| Partito della Rifondazione Comunista          | 50.465    | 4,37  | 1     |
| Partito Repubblicano Italiano                 | 48.762    | 4,22  | 1     |
| Federazione dei Verdi                         | 40.994    | 3,55  | 1     |
| Movimento Sociale Italiano - Destra Nazionale | 34.231    | 2,96  | -     |
| Partito Liberale Italiano                     | 22.102    | 1,91  | -     |
| Partito Socialista Democratico Italiano       | 18.034    | 1,56  | -     |
| Veneto Autonomo                               | 15.122    | 1,31  | -     |
| La Rete                                       | 14.542    | 1,26  | -     |
| Lista Marco Pannella                          | 13.145    | 1,14  | -     |
| Union Veneto                                  | 12.961    | 1,12  | -     |
| Sì Referendum                                 | 10.094    | 0,87  | -     |
| Partito Pensionati                            | 8.857     | 0,77  | -     |
| Verdi Federalisti                             | 7.277     | 0,63  | -     |
| Caccia Pesca Ambiente                         | 6.352     | 0,55  | -     |
| Federalismo                                   | 812       | 0,07  | -     |
| Totale                                        | 1.155.723 |       | 15    |

| Democrazia Cristiana                                                                      | Lega Nord                                            | Partito Democratico della Sinistra     | Partito Socialista Italiano             |
| ----------------------------------------------------------------------------------------- | ---------------------------------------------------- | -------------------------------------- | --------------------------------------- |
| - Piergiovanni Malvestio - Lino Armellin - Bruno Zambon - Mario Frasson - Antonio Cancian | - Franco Rocchetta - Fabio Padovan - Mauro Michielon | - Adriana Vigneri - Giovanni Pellicani | - Gianni De Michelis - Maurizio Sacconi |
| Partito della Rifondazione Comunista                                                      | Partito Repubblicano Italiano                        | Federazione dei Verdi                  |                                         |
| - Martino Dorigo                                                                          | - Alfredo Bianchini                                  | - Gianfranco Bettin                    |                                         |